# Zapornia astrictocarpus
La polluela de Santa Elena (Zapornia astrictocarpus) es una especie extinta de ave gruiforme de la familia Rallidae que vivía en la isla de Santa Elena. Se extinguió a principios del siglo siglo XVI.

## Taxonomía
Después de que el ornitólogo estadounidense Alexander Wetmore describiera los huesos del calamón de Santa Elena (Aphanocrex podarces) de bahía Próspera en 1963, el paleontólogo Storrs Olson encontró esqueletos casi completos de la polluela de Santa Elena en la misma región en 1973. Estos huesos eran más pequeños que los del calamón de Santa Elena y debido a la forma peculiar del carpometacarpo, Olson llamó a esta especie Porzana astrictocarpus.

## Extinción
Olson asumió que polluela de Santa Elena había evolucionado de la polluela chica (Porzana pusilla), que está muy extendida en Europa y África. Como no había depredadores en Santa Elena, había perdido su capacidad de volar. Sin embargo, cuando la isla fue colonizada alrededor de 1502, los colonos trajeron una gran cantidad de mamíferos a la isla, lo que condujo a la competencia y la eventual extinción de la especie.